# Emmanuel Bove
Emmanuel Bove (París, 20 de abril de 1898 - ibíd. 13 de julio de 1945) fue un escritor francés nacido como Emmanuel Bobovnikoff. Aunque muy leído en los años veinte y treinta, solo ha sido reconocido como grande en las últimas décadas del siglo XX. Hoy está bien editado.

## Biografía

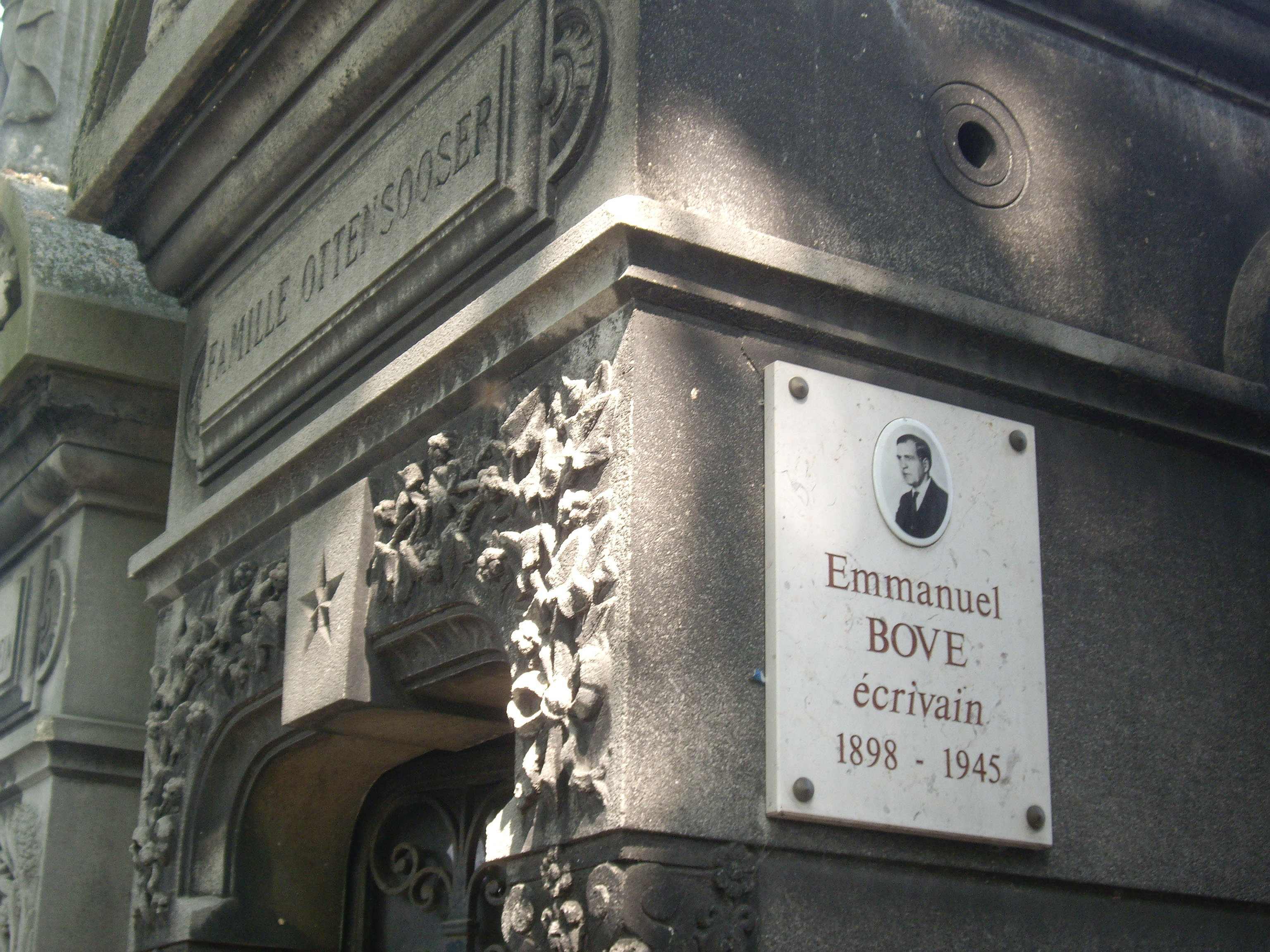
Tumba de Emmanuel Bove, en Montparnasse

Emmanuel Bove era hijo de un ruso, Emmanuel Bobovnikoff, originario de Kiev y sin profesión manifiesta, y de una joven doméstica luxemburguesa, Henriette Michels.
Muy pronto, a los catorce años, Emmanuel Bove decide ser novelista. Asiste a una escuela privada en París-VI, pero se diploma en Ginebra. Su padre, sin abandonar a la madre, que estará siempre en la escasez, convive con una joven inglesa, Emily Overweg, de vida holgada. Por ello, Emmanuel Bove podrá ir a estudiar a Inglaterra en invierno del 1915-16. 
Muere el padre en 1915. A su regreso a París, Emmanuel Bove empieza a independendizarse de su familia; se mantiene de un modo precario, situación que tanto se reflejará en casi todas sus novelas; será camarero, taxista o conductor de tranvía. Vive a menudo solo o con su madre, cerca de la miseria; los desahucios son constantes.
Desde 1921 convive con Suzanne Vallois, profesora, y se traslada a Austria, en la periferia de Viena. Vuelve a París en solitario, en 1922. Se hace cronista para periódicos como  "Le Quotidien", "Détective", "Paris-Soir" o "Marianne"; Suzanne se reúne con él en 1923, y tienen una hija: Nora Bove de Meynbourg. En ese momento inicia una carrera paralela de novelista popular, usando el seudónimo de Jean Vallois: 1923-1930.
Por entonces conoce asimismo a la célebre escritora Colette, que se interesa por su obra y le pide algún manuscrito. De ahí sale la publicación de Mis amigos (Mes amis, 1924). La novela tiene un gran éxito y será publicado de continuo hasta 1945; gana el premio Eugène Figuière en 1928. Su libro será alabado por Rilke, Gide o Beckett. 
En 1928, Louise Ottensooser, hija de un banquero, lo introduce en el ambiente artístico de entonces. Divorciado ya, Emmanuel Bove se casará con ella en 1930.
Continúa publicando hasta la Ocupación. Durante la guerra fue reclamado; pretendió huir a Londres, pero no lo logró, y logró trasladarse a la insegura por ocupada Argelia, donde escribió aún tres novelas: Le Piège, que denuncia el colaboracionismo, Départ dans la nuit y Non-lieu.
Su salud se había arruinado en el exilio argelino, y Bove contrajo una enfermedad contagiosa que va a consumirle. Muere el 13 de julio de 1945. 

## Prosa
Unas líneas, significativas de sus personajes-islotes, se hallan en el Diario escrito en invierno:
"¿Qué me queda si el aislamiento no me trae la serenidad? Me he distanciado de todo el mundo, convencido de que mi resolución de vivir solo era perdurable; porque era, o eso me parecía, la más grande de las resoluciones, esa que se toma una vez en la vida. Hoy comprendo que esta resolución sagrada tendrá el mismo final que el resto. Mi vida no habrá sido más que una larga sucesión de abandonos. Ahora que no me queda nada que abandonar siento que he llegado al punto culminante, que tal vez sea el que me reporte la mayor felicidad: ese punto en que uno adivina que el deseo es una cadena sin fin. La reclusión es una vanidad como cualquier otra". 

## Eco de su obra
Admirado por Reiner Maria Rilke, que quiso conocerlo, Colette, Max Jacob, André  Gide y más tarde Samuel Beckett, Sarraute. Bove fue una figura reconocida ampliamente desde los setenta. Así Jean Cassou, crítico y luego amigo suyo, señalará tardíamente su tono de buen escritor, de gran escritor de frases cortas, capaz de crear un ambiente de personajes muy especiales.
Pero finalmente un gran escritor como Peter Handke, que fue su traductor al alemán, escribió sobre él destacadamente. Por ello, su obra será rescatada en varias lenguas. Wenders lo admirará. 
Muchos artistas plásticos facilitaron ese reconocimiento; ya M. Utrillo hizo la cubierta de Bécon-les-Bruyères (1927). Pero luego hicierron P. Alechinsky, Bran van Vede o Roland Topor, como recordó el propio Handke.
Sus papeles se hallan depositados en París: IMEC.

## Obra
- Mes amis, 1924; tr. esp.Mis amigos, Pre-Textos, 2012 ISBN 978-84-8191-550-1
- Visite d'un soir, 1925
- Le Crime d'une nuit, 1926
- Armand, 1927; tr. esp. Armand, Hermida
- Bécon-les-Bruyères, 1927;  tr. esp. Bécon-les-Bruyères, Minúscula, 2008 ISBN 978-84-95587-71-8
- Un soir chez Blutel, 1927
- Un pere et sa fille, 1928; Un padre y su hija, Hermida, 2016
- La Coalition, 1928. En 1934, como Histoire d'un suicide
- La Mort de Dinah, 1928
- Cœurs et visages, 1928; tr. esp. Corazones y rostros, Versal, 1988 ISBN 978-84-7876-029-9
- Henri Duchemin et ses ombres, 1928 (comprende: Le Crime d'une nuit, Un autre ami, Visite d'un soir, Ce que j'ai vu, L'Histoire d'un fou, Le Retour de l'enfant y Est-ce un mensonge?). Tr. esp. Henri Duchemin y sus sombras, Hermida, 2016 ISBN 978-84-945619-3-1.
- L'Amour de Pierre Neuhart, 1929
- Une fugue, 1929
- Petits contes, 1929 (reúne: L'Enfant surpris, Une journée à Chantilly, Conversation, Le Trac y Les Pâques de Konazi)
- Monsieur Thorpe (Les deux masques), 1929
- Une illusion, 1930
- Un malentendu, 1930
- Journal écrit en hiver, 1931; tr. esp. Diario escrito en invierno, Hermida, 2019.
- Un Raskolnikoff, 1932
- Un célibataire, 1932
- Deux jeunes filles, 1932 (reúne Monsieur Thorpe y La Mort de Dinah)
- Un suicide, 1933 (luego, La Dernière Nuit)
- La Toque de Breitschwanz, 1933 (como Pierre Dugast)
- Le Meurtre de Suzy Pommier, 1933
- Le Beau-fils, 1934
- Le Pressentiment, 1935; tr. esp. El presentimiento, Pasos Perdidos, 2016 ISBN 978-84-944769-3-8      .
- L'impossible amour, 1935 (notas para "Paris-Soir")
- Adieu Fombonne, 1937
- La Dernière Nuit, 1939
- Un homme qui savait, 1942; Un hombre de talento, Pasos Perdidos, 2018
- Le Piège, 1945; tr. esp. La trampa, Pasos Perdidos, 2015 ISBN 978-84-941162-9-2
- Une offense, 1945
- Départ dans la nuit, 1945; tr. esp. Huida en la noche, Pasos Perdidos, 2017 ISBN 978-84-944769-9-0
- Non-lieu, 1946
- Mémoires d'un homme singulier, 1987
- Un caractere de femme, 1999, que recupera un escrito de 1936

- Œuvres, 1999 (Flammarion), recopilación de su obra
- Arrestations célèbres, 2013 (artículos periodísticos)

### Novelas ligeras con pseudónimo (Jean o Emmanuel Valois)
- Quand la femme aime, 1923
- Orpheline, 1923
- Avant le bonheur, 1923
- Plutôt la mort, 1924
- Ame de poète, 1924
- Le Cœur n'oublie pas, 1924
- L'ivresse d'aimer, 1924
- Une femme qui aime, 1925
- Le roman d'un étudiant, 1927
- L'Heure du châtiment, 1930

## En el cine
- Emmanuel Bove, dir. por Hervé Duhamel, guion de Jean-Luc Bitton, "Un Siècle d'écrivains", Institut national de l'audiovisuel IMEC 1996
- La vie comme une ombre: Emmanuel Bove 1898-1945, dir. por Bettina Augustin, prod. por Arte 1997